# Nina Rouslanova
Pour les articles homonymes, voir Rouslanova.
Nina Ivanovna Rouslanova (en russe : Ни́на Ива́новна Русла́нова), née le 5 décembre 1945 à Bogodoukhov en RSS d'Ukraine et morte le 21 novembre 2021 à Moscou (Russie), est une actrice russe de théâtre et cinéma, distinguée artiste du peuple de la fédération de Russie en 1998.

## Biographie
Nina Rouslanova est une enfant abandonnée, trouvée à Bogodoukhov. Elle est recueillie par un orphelinat dans l'oblast de Kharkov, où on lui choisit son nom, son prénom et son patronyme. Elle choisit elle-même pour anniversaire le 5 décembre, jour de l'adaptation de Constitution Staline, car c'est un jour férié en Union soviétique. Nina change d’orphelinat à cinq reprises, elle y est scolarisée et apprend le métier de plâtrier, après quoi elle passe le concours d'entrée de l'Université nationale des arts de Kharkov (en). Elle y étudie durant une année avant de partir pour Moscou où elle est prise dans la classe de Vera Lvova (ru) à l'Institut d'art dramatique Boris Chtchoukine. En 1969, elle devient actrice de la troupe du Théâtre Vakhtangov. En 1985-1988, elle se produit au Théâtre Maïakovski, puis revient dans la troupe de Vakhtangov.
Ses débuts au cinéma ont lieu sous la direction de Kira Mouratova dans Brèves Rencontres en 1967. Elle collabore avec les studios Gorki Film depuis 1988.

## Distinctions
- Artiste émérite de la RSFSR : 1982
- Nika de la meilleure actrice pour le rôle dans Brèves Rencontres : 1988
- Nika : 1990
- Artiste du peuple de la fédération de Russie : 1998
- Nika : 2005
- Nika : 2011

## Filmographie

### Cinéma
- 1975 : Afonia (Афоня) de Gueorgui Danielia : Tamara
- 1982 : Les larmes coulaient (Слёзы капали) de Gueorgui Danielia : Dina
- 1983 : Parmi les pierres grises (Sredi serykh kamney) de Kira Mouratova
- 1984 : Mon ami Ivan Lapchine (Мой друг Иван Лапшин) d'Alekseï Guerman[4] : Natacha Adacheva
- 1987 : Demain c'était la guerre (Завтра была война) de Iouri Kara : camarade Poliakova
- 2004 : L'Accordeur (Настройщик) de Kira Mouratova : Liouba
- 2007 : Deux en un (Два в Одном) de Kira Mouratova : scénographe
- 2007 : L'Ironie du sort. Suite (Ирония судьбы. Продолжение) de Timour Bekmambetov : Lada Viktorovna, voisine
- 2010 : La Maison du Soleil (Дом Солнца) de Garik Soukatchev : Baba Olia
- 2012 : Les Mamans (Мамы) de huit réalisateurs : la mère de Dmitri
- 2014 : La Légende de Viy (Вий) d'Oleg Steptchenko (ru) : femme de Yavtoukh

### Télévision
- 1972 : Les ombres disparaissent à midi (Тени исчезают в полдень, Teni istchezayut v polden) : Maria Voronova
- 1979 : Tzigane (Цыган, Țsygan) d'Alexandre Blank (ru) : Katka-Aeroport
- 1988 : Cœur de chien Собачье сердце de Vladimir Bortko : Daria Petrovna
- 2007 : Papiny Dochki (Папины дочки) : Nina Vasnetsova, grand-mère (épisodes 21, 104, 105)